# 대만총독부

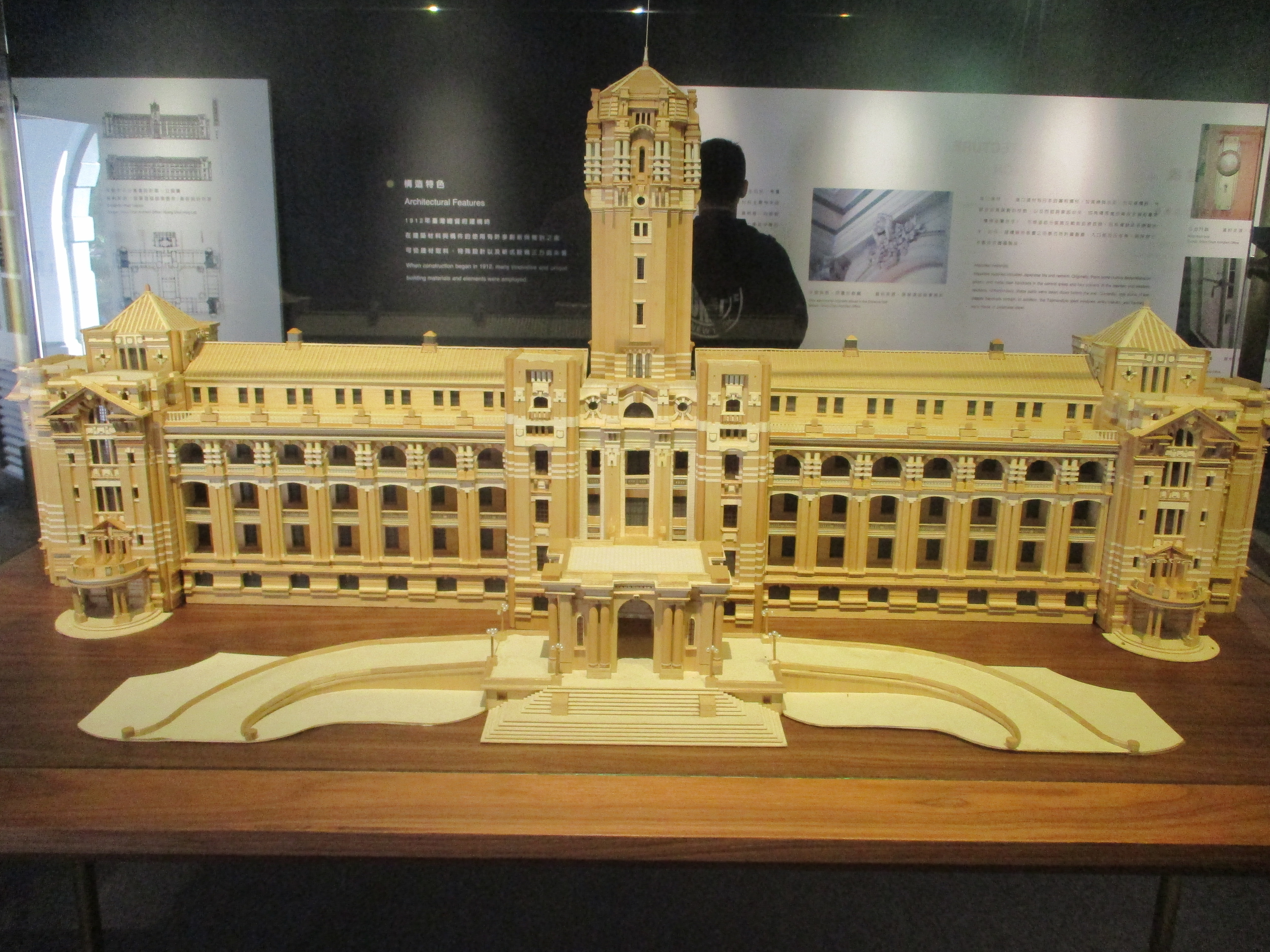
타이완 총독부 미니어쳐

대만총독부(중국어 정체자: 臺灣總督府, 병음: táiwān zōngdūfǔ 타이완 쭝두푸[*], 일본어: 台湾総督府 다이완 소토쿠후[*])는 청일 전쟁의 결과로 청나라로부터 할양된 타이완 섬을 통치하기 위하여 설치된 일본 제국의 식민 통치 기관이다. 중앙 기관 소재지는 타이베이시(臺北市)이며, 1895년 5월 10일에 설치되어 1945년 10월 25일에 폐지되었다. 대만총독부의 청사는 현재 중화민국 총통부로 사용되고 있다.

## 개요
대만총독부는 1895년(메이지 28년)에 시모노세키 조약 체결로부터 1945년(쇼와 20년)의 일본의 항복까지 타이완 섬을 통치한 기관이다. 대만 총독은 타이완의 행정·사법·입법·군사에 대한 모든 권한을 행사하였다. 이후에 군 지휘권이 타이완 군사령관에게 이관되어 문관 출신의 총독 취임이 가능해졌다. 대만 총독은 내각총리대신의 지휘 감독을 받았으며, 이후에는 내무대신이나 탁무대신 등의 지휘 감독을 받게 되었다. 궁중석차에서도 조선 총독은 제6위인데 비하여 타이완 총독은 친임관으로서 제11위로 육해군대장이나 추밀고문관보다도 지위가 낮았다.
초대 총독은 가바야마 스케노리이며 처음에는 육해군 장관급 출신의 무관이 총독으로 임명되었다. 제4대 총독 고다마 겐타로 아래에서 1898년에 민정장관으로 취임한 고토 신페이는 토지 개혁, 전기 수도 공급 시설·교통 시설·정보 시설의 정비, 아편 중독 환자의 박멸, 학교 교육의 보급, 제당업 등 산업의 육성 등을 통하여 타이완 섬의 근대화를 추진하였고, 한편으로는 식민 통치에 대한 반역 행위자를 단속하면서 식민 통치 체제를 확립하였다.

## 총독

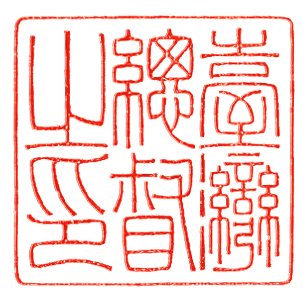
대만 총독의 직인

1895년에 대만 총독부가 설치되어 1945년에 폐지될 때까지 19명의 대만 총독이 임명되었다. 최장 재임 기간은 사쿠마 사마타의 9년 1개월, 최단 재임 기간은 미나미 히로시의 2개월이며 평균 재임 기간은 약 2년 반이었다. 타이완 섬의 역대 총독은 출신을 기준으로 전기 무관 총독, 문관 총독, 후기 무관 총독의 3종류로 분류되고 있다.

### 전기 무관 총독 시대
초기의 대만 통치는 현지 거주민의 저항 운동을 억압할 필요성에 따라 군사력을 전면에 내세운 강경한 형태로 행해졌다. 총독에게 행정권과 사법권, 대만 주둔 육해군의 지휘권은 물론, 63법에 따라 특별 입법권까지도 부여되었다. 이와 같은 사정으로 당시 총독으로 임명된 가바야마 스케노리, 가쓰라 다로, 노기 마레스케, 고다마 겐타로, 사쿠마 사마타, 안도 사다요시, 아카시 모토지로의 7명은 모두 현역 대장 또는 중장이었으며 제1대 총독 가바야마를 제외하고 모두 육군 출신이었다.
제4대 총독 고다마 겐타로부터 이른바 ‘당근과 채찍’을 구사하는 방식으로 통치 정책에 변화가 나타났다. 제6대 총독 안도 사다요시와 제7대 총독 아카시 모토지로는 특히 현지 거주민의 권익을 보호하는 정책을 실시하였다. 총독 재임시에 사망한 아카시는 타이완 섬에 묘지가 건립된 유일한 총독이기도 하다.

### 문관 총독 시대
제7대 총독 아카시 모토지로의 재임 당시에 총독의 권한이었던 대만 주둔군의 지휘권을 타이완 군사령관에게 이양하였기 때문에 이후 타이완에서는 문관이 총독으로 임명되는 것이 가능하게 되었다. 문관 총독 시대에는 덴 겐지로, 우치다 가키치, 이자와 다키오, 가미야마 만노신, 가와무라 다케지, 이시즈카 에이조, 오타 마사히로, 미나미 히로시, 나카가와 겐조의 9명이 총독으로 임명되었다. 모두 내무성, 체신성, 농상무성 등의 고급 관료나 외지의 민정 담당관을 거쳐 귀족원에 칙임된 칙선의원으로 그 시기에 정권을 담당하고 있던 정당의 추천을 받아 임명되었다. 타이완의 통치 방식을 항일 운동의 진압에서 경제 구축에 의한 사회 안정으로 전환한 것이 이 시기에 해당한다.

### 후기 무관 총독 시대
1936년에 일본 육군의 황도파 청년 장교들에 의하여 2·26 사건이 발생한 후에 육군에서 다수의 장성이 예편하게 되었고 해군에서도 제독들이 예편하게 되는데 연합 함대 사령장관에서 퇴임한지 얼마되지 않은 고바야시 세이조가 이에 해당하게 되었다. 고바야시는 황도파와 무관한 인사로 그 처우를 위해 반년 후에 대만 총독으로 임명되었고, 당시 신문은 ‘이례 중의 이례 인사’로 평가할 정도로 경악스러운 총독 임명이었다. 고바야시는 재임하는 4년 반 동안에 현지인의 황민화 정책을 추진하였다.
해군 남진책이 국책으로 굳어지면서 고바야시 후임 총독으로 같은 해군 출신으로 해군대장 하세가와 기요시가 임명되었다. 하세가와도 예비역으로 편입되어도 이상하지 않은 연령이었지만 타이완의 군사거점화를 추진한다는 이유로 현역인 채로 총독에 취임하였다. 다만 대만 주둔군의 지휘권은 여전히 타이완 군사령관이 보유하고 있었고 이후에는 개편된 제10방면 군사령관에게 속해 있었다. 하세가와가 무관 총독이라고 하여도 그 성격은 전기 무관 총독들과는 크게 양상을 달리하는 것이었다.
태평양 전쟁으로 일본의 패색이 분명해진 1944년에 대만 결전을 상정하여 지휘 계통을 일원화한다는 명목 아래 제10방면군사령관 육군대장 안도 리키치에게 타이완 총독을 겸임시키면서 전기 무관 총독과 동등한 강대한 권한을 가지게 된다. 그러나 1945년 8월 15일에 일본이 무조건 항복을 하면서 같은 해 10월 25일에 안도는 중화민국 타이완성 장관 첸이(陳儀)와 항복 문서를 교환하고 타이완 총독부는 폐지되었다.

## 역대 총독
| 전기무관총독 문관총독 후기무관총독 |

| 대수 | 성명 | 성명              | 작위 | 계급                | 임명일           | 재임       | 이전 이력                                    | 이후 이력                              |
| --- | ---- | ----------------- | ---- | ------------------- | ---------------- | ---------- | -------------------------------------------- | -------------------------------------- |
| 1 |      | 가바야마 스케노리 | 백작 | 대장(大将)          | 1895년 5월 10일  | 1년 1개월  | 해군차관 해군대신 해군군령부장               | 추밀고문관 내무대신 문부대신           |
| 2 |      | 가쓰라 다로       | 자작 | 중장(中将)          | 1896년 6월 2일   | 4개월      | 육군차관 제3사단장                           | 육군대신 내각총리대신 내대신           |
| 3 |      | 노기 마레스케     | 남작 | 중장(中将)          | 1896년 10월 14일 | 1년 4개월  | 제2사단장                                    | 제11사단장 제3군사령관 학습원원장      |
| 4 |      | 고다마 겐타로     | 남작 | 중장(中将)          | 1898년 2월 26일  | 8년 2개월  | 육군차관 제3사단장                           | 참모총장                               |
| 5 |      | 사쿠마 사마타     | 자작 | 대장(大将)          | 1906년 4월 11일  | 9년 1개월  | 제2사단장 근위사단장                         | (퇴역)                                 |
| 6 |      | 안도 사다요시     | 남작 | 대장(大将)          | 1915년 5월 1일   | 3년 1개월  | 제10사단장 제12사단장                        | (퇴역)                                 |
| 7 |      | 아카시 모토지로   |      | 중장(中将)          | 1918년 6월 6일   | 1년 5개월  | 제6사단장                                    | (재임중 사망)                          |
| 8 |      | 덴 겐지로         | 남작 |                     | 1919년 10월 29일 | 4년 10개월 | 귀족원의원 중의원칙선의원 체신대신           | 사법대신 농상무대신 추밀고문관         |
| 9 |      | 우치다 가키치     |      |                     | 1923년 9월 6일   | 1년        | 체신차관 타이완민정장관 귀족원칙선의원       | 철도회의의원 일본무선전신사장          |
| 10 |      | 이자와 다키오     |      |                     | 1924년 9월 1일   | 1년 10개월 | 니가타현지사 경시총감 귀족원칙선의원         | 도쿄시장 추밀고문관                    |
| 11 |      | 가미야마 만노신   |      |                     | 1926년 7월 16일  | 1년 11개월 | 구마모토현지사 농상무차관 귀족원칙선의원     | 추밀고문관                             |
| 12 |      | 가와무라 다케지   |      |                     | 1928년 6월 19일  | 1년 1개월  | 귀족원칙선의원 내무차관 만철사장             | 사법대신                               |
| 13 |      | 이시즈카 에이조   |      |                     | 1929년 7월 30일  | 1년 1개월  | 관동민정장관 조선농상공부장관 귀족원칙선의원 | 추밀고문관                             |
| 14 |      | 오타 마사히로     |      |                     | 1931년 1월 16일  | 1년 6개월  | 경시총감 귀족원칙선의원 관동장관             | 입헌민정당총무                         |
| 15 |      | 미나미 히로시     |      |                     | 1932년 3월 2일   | 2개월      | 내각서기관장 귀족원칙선의원 문부차관         | 체신대신 국어심의회회장 추밀고문관     |
| 16 |      | 나카가와 겐조     |      |                     | 1932년 5월 27일  | 4년 3개월  | 만철이사 도쿄부지사 문부차관                 | 귀족원칙선의원 대일본항공총재          |
| 17 |      | 고바야시 세이조   |      | 대장(大将) (예비역) | 1936년 9월 2일   | 4년 4개월  | 함정본부장 해군차관 연합함대사령장관         | 귀족원칙선의원 익찬정치회총재 국무대신 |
| 18 |      | 하세가와 기요시   |      | 대장(大将)          | 1940년 11월 27일 | 4년 1개월  | 해군차관 제3함대사령장관 요코친사령장관      | 군사참의관                             |
| 19 |      | 안도 리키치       |      | 대장(大将)          | 1944년 12월 30일 | 11개월     | 육군교육총감 제5사단장 타이완군사령관        | (억류중 자결)                          |
| • 작위와 계급은 대만 총독 착임 당시의 신분. 이력 사항에 조선은 조선총독부, 관동은 관동도독부, 요코친은 요코스카 진수부, 만철은 남만주철도를 의미. |      |                   |      |                     |                  |            |                                              |                                        |

### 역대 부총독 목록
| 대수                                           | 성명 | 성명                             | 작위 | 계급       | 임명일          | 재임  | 이전 이력                            | 이후 이력                      |
| ---------------------------------------------- | ---- | -------------------------------- | ---- | ---------- | --------------- | ----- | ------------------------------------ | ------------------------------ |
| 1                                              |      | 다카시마 도모노스케 (高島鞆之助) | 자작 | 중장(中将) | 1895년 5월 10일 | 6개월 | 오사카진대사령관 육군대신 추밀고문관 | 척식무대신 육군대신 추밀고문관 |
| • 일본의 타이완 섬 평정 시기에만 설치된 비상직 |      |                                  |      |            |                 |       |                                      |                                |

## 총무장관
대만총독부의 총무장관은 총독의 시정을 보좌하는 것과 동시에 총독부의 각 정책의 실무를 담당하였다. 1895년(메이지 28년) 5월 21일에 민정국장관, 1895년(메이지 28년) 8월 6일에 민정국장, 1898년(메이지 31년) 6월 20일에 민정장관, 1919년(다이쇼 8년) 8월 20일에 총무장관으로 직위의 명칭이 개칭되었다.
| 대수 | 성명 | 성명                         | 임명일           | 재임시 총독                                           |
| ---- | ---- | ---------------------------- | ---------------- | ----------------------------------------------------- |
| 1    |      | 미즈노 준 (水野遵)           | 1895년 5월 21일  | 가바야마 스케노리 가쓰라 다로 노기 마레스케           |
| 2    |      | 소네 시즈오 (曽根静夫)       | 1897년 7월 20일  | 노기 마레스케 고다마 겐타로                           |
| 3    |      | 고토 신페이                  | 1898년 3월 2일   | 고다마 겐타로 사쿠마 사마타                           |
| 4    |      | 이와이 다츠미 (祝辰巳)       | 1906년 11월 13일 | 사쿠마 사마타                                         |
| 5    |      | 오시마 구마지 (大島久満次)   | 1908년 5월 30일  | 사쿠마 사마타                                         |
| 대리 |      | 미야오 순지 (宮尾舜治)       | 1910년 7월 27일  | 사쿠마 사마타                                         |
| 6    |      | 우치다 가키치                | 1910년 8월 22일  | 사쿠마 사마타 안도 사다요시                           |
| 7    |      | 시모무라 히로시 (下村宏)     | 1915년 10월 20일 | 안도 사다요시 아카시 모토지로 덴 겐지로               |
| 8    |      | 가쿠 사가타로 (賀来佐賀太郎) | 1921년 7월 11일  | 덴 겐지로 우치다 가키치 이자와 다키오 가미야마 만노신 |
| 9    |      | 고토 후미오                  | 1924년 9월 22일  | 가미야마 만노신 가와무라 다케지                       |
| 10   |      | 가와라다 가키치 (河原田稼吉) | 1928년 6월 26일  | 가와무라 다케지 이시즈카 에이조                       |
| 11   |      | 히토미 지로 (人見次郎)       | 1929년 8월 3일   | 이시즈카 에이조                                       |
| 12   |      | 다카하시 모리오 (高橋守雄)   | 1931년 1월 17일  | 오타 마사히로                                         |
| 13   |      | 기노시타 마코토 (木下信)     | 1931년 4월 15일  | 오타 마사히로                                         |
| 14   |      | 히라츠카 히로요시 (平塚廣義) | 1932년 1월 13일  | 오타 마사히로 미나미 히로시 나카가와 겐조             |
| 15   |      | 모리오카 지로 (森岡二朗)     | 1936년 9월 2일   | 고바야시 세이조                                       |
| 16   |      | 사이토 이츠키 (斎藤樹)       | 1940년 11월 27일 | 하세가와 기요시 안도 리키치                           |
| 17   |      | 나리다 이치로 (成田一郎)     | 1945년 1월 6일   | 안도 리키치                                           |

## 같이 보기
- 대만일치시기
- 타이완총독부보
- 조선총독부
- 중화민국 총통부